# Crescentaleyrodes vetiveriae
Crescentaleyrodes vetiveriae is een halfvleugelig insect uit de familie witte vliegen (Aleyrodidae), onderfamilie Aleyrodinae.
De wetenschappelijke naam van deze soort is voor het eerst geldig gepubliceerd door Dubey & Ko in 2006.